# Isla Terminal
Terminal Island es una isla ubicada entre los puertos de Los Ángeles y Long Beach en el condado de Los Ángeles en el estado estadounidense de California. Anteriormente era conocido como Isla de la Raza de Buena Gente, después a Isla Rattlesnake, pero su nombre actual es oficial desde 1919.

## Geografía
Terminal Island se encuentra ubicada en las coordenadas 33°45′25″N 118°14′53″O / 33.75694, -118.24806. La isla está ubicada al oeste por Main Channel, en el noreste por el East Basin Channel, en el norte por el Canal Cerritos, en el este y sur por la bahía de San Pedro y a 6.4 km (4 mi) al noreste de Point Fermin